# Xylocopa brasilianorum
Xylocopa brasilianorum är en biart som först beskrevs av Carl von Linné 1767.  Xylocopa brasilianorum ingår i släktet snickarbin, och familjen långtungebin.

## Underarter
Arten delas in i följande underarter:
- X. b. sonorina
- X. b. brasilianorum

## Beskrivning
Ett stort, humlelikt bi. Som hos många snickarbin är könsdimorfismen hos denna art stor:

### Hona
Hela kroppen är svart med violett, brun eller brungul metallglans. Mellankropp och bakkropp har kort, svart behåring. Huvudet är nästan lika brett som mellankroppen. Vingarna är mörka, även de med metallglans liknande kroppens. Kroppslängden är mellan 24 och 26 mm.

### Hane
Huvudet är smalare än honans, med brunsvarta käkar som är gulaktiga mot fästet. Antennerna är gula till gulbruna. Hjässa och kinder har yvig, tät, gul päls. Pälsen på mellankropp och bakkropp är även den gul, bakkroppen dock med bruna band längs bakkanterna på varje tergit (ovansidans segment). Vingarna är halvgenomskinliga. Kroppslängden är mellan 22 och 24 mm.

## Ekologi
Xylocopa brasilianorum förekommer i dalar och bergsdalar med lövträd som ekar (gärna delvis murkna), peruanska pepparträd och eukalyptusträd.
Likt alla snickarbin är arten ett solitärt (icke samhällsbildande bi där honan gräver ut larvbon i trävirke i form av långa gångar med larvceller. Dessa fylls med en blandning av nektar och pollen.  Snickarbin är långlivade och kan bli upp till 3 år gamla; bogångarna används därför även för övervintring.
Arten är i hög grad polylektisk; den hämtar nektar och pollen från växter från ett stort antal familjer, som agaveväxter, oleanderväxter, sparrisväxter, korgblommiga växter, katalpaväxter, korsblommiga växter, vindeväxter, ljungväxter, ärtväxter, strävbladiga växter, malvaväxter, valmoväxter, slideväxter, rosväxter, potatisväxter, tamariskväxter och pockenholtsväxter.

## Utbredning
I Nordamerika förekommer arten i västra USA (delstaterna Kalifornien och Arizona) samt i Mexiko (delstaten Baja California). Den förekommer också i mellersta Sydamerika, nära Atlantkusten,